# Бутербродная паста

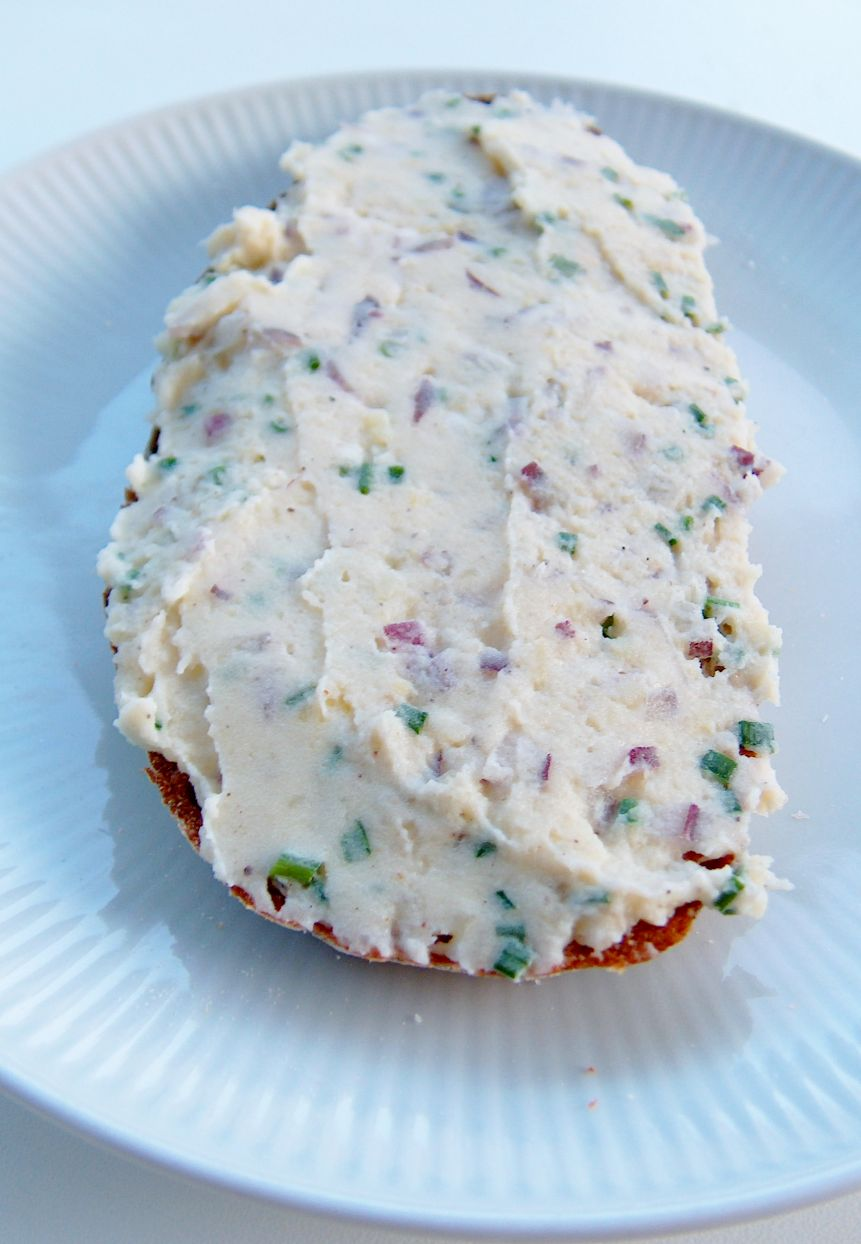
Картофельный сыр — немецкая бутербродная паста из картофеля со сметаной и творогом

Бутербродная паста — пюреобразное кулинарное изделие из подобранных по вкусу и консистенции готовых продуктов, тщательно измельчённых и перемешанных, предназначенное для намазывания на бутерброды. Разновидностью бутербродных паст являются паштеты.
Для приготовления бутербродной пасты подходят остатки готовых мясных и рыбных блюд, а также консервы, творог и сыры. В зависимости от рецепта, ингредиентами бутербродной пасты могут быть крутые яйца, сметана, майонез, растительное масло, горчица, хрен. В состав многих бутербродных паст входит сливочное масло, поэтому ломтики хлеба для таких бутербродов обычно маслом дополнительно не намазывают.
Российскими технологами разработан ряд рецептов консервированных бутербродных паст: «Пикантная» (из куриной печени с творогом и черносливом), «К завтраку» (из куриного мяса с плавленым сыром и яблочным пюре), «Любимая» (из телятины с шампиньонами).